# Кваджалейн
Ква́джалейн (Куазьлень), Меншикова атолл (англ. Kwajalein [ˈkwɑːdʒəlɨn], марш. Kuwajleen [kʷuɒ͡æzʲ(æ)lʲɛːnʲ]) — атолл из 93 островов и одноимённый остров (3,1 км²) в составе этого атолла в Тихом океане в цепи Ралик (Маршалловы Острова). Крупнейший населённый пункт атолла — город Эбьзя (Эбейе, Ибай), расположенный на одноимённом острове. Часовой пояс на острове Кваджалейн: UTC+12:00

## География

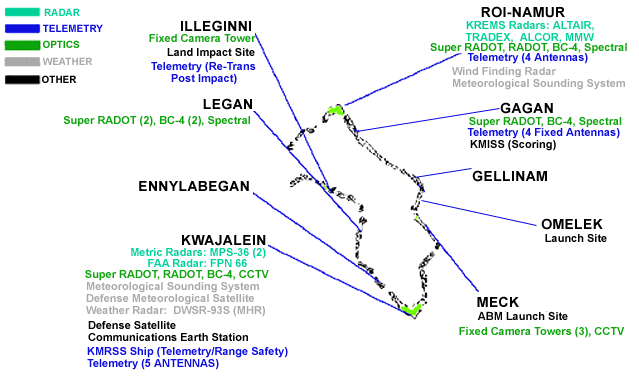
Карта атолла Кваджалейн

Площадь сухопутной части составляет 16,39 км², но прилегающая к нему лагуна имеет площадь 2174 км² (самая крупная лагуна в мире).
Место расположения военно-воздушной и военно-морской баз США, ракетного полигона и космодрома.

## История
Точное расположение на навигационные карты в 1829 году нанёс русский мореплаватель Леонтий Гагемейстер после своего третьего кругосветного плавания.
Во время Второй мировой войны на атолле располагалась база 1-го дивизиона 8-й эскадрильи подводных лодок Императорского флота Японии.
На его рифах 22 декабря 1946 года после двух ядерных испытаний опрокинулся и затонул последний из германских тяжёлых крейсеров «Принц Ойген».
В 1972 году атолл Кваджалейн являлся местом испытания системы противоракетной обороны США "Сейфгард"